# Феодосій Макаревський
Олександр Григорович Макаревський, Преосвященний Феодосій (1822 — 5 лютого 1885, Катеринослав) — український священник, історик, музейний експерт та православний церковний педагог. Випускник Київської духовної академії. Заснував Духовні училища у Катеринославі, Бахмуті й Маріуполі.
14-й єпископ Катеринославський Відомства православного сповідання Російської імперії.

## Біографія
Олександр Макаревський народився на Чернігівщині. 1845 року закінчив Чернігівську духовну семінарію. 1849 закінчив Київську духовну академію (синодальну).
Викладав історію у Смоленську. З 1853 року — священник Свято-Троїцького собору у м. Вязьма. 1861 року, після смерті дружини стає монахом, отримує посаду інспектора Смоленської семінарії й приймає ім'я Феодосій на честь Феодосія Печерського. 1862 року виїжджає на Московщину, де працює у Петербурзькій духовній семінарії. З 1863 року — ректор Воронізької духовної семінарії.
Улітку 1871 року він повертається в Україну — 23 червня його призначено єпископом Таганрозьким і Катеринославським з кафедрою у Спасо-Преображенському соборі Катеринослава. Прослужив на єпископській кафедрі майже 14 років. З 1872 року почав видавати «Екатеринославские епархиальные ведомости», де друкувалося багато цінного матеріалу з церковної минувшини запорозького краю, заснував чоловічі духовні училища у Катеринославі, Бахмуті й Маріуполі, впорядкував жіноче училище в Катеринославі. 1884 року створив Єпархіальну училищну раду, що відкрила 108 церковно-парафіяльних шкіл.
Досліджував історію краю. Упорядкував "Матеріали для історико-статистичного опису Катеринославської єпархії минулого ХVІІІ сторіччя", видав розвідки "Самарський Пустинно-Миколаївський монастир" (1873), про Самарську ікону Божої Матері (1872) тощо.
Його працями користувалися Дмитро Яворницький, Дмитро Багалій і Мар'ян Дубецький. Збирав пам'ятки церковної старовини, найкращі з яких надсилав до музею Церковно-археологічного товариства (почесним членом якого був із 1873 року) при Київській духовній академії.
Похований біля Свято-Преображенського собору у м. Дніпро.

## Вшанування пам'яті
У місті Дніпро від 2015 року існує провулок Феодосія Макаревського (до 1923 - провулок Архієрейський, у радянські часи - провулок Совєтський). Знаходиться поблизу Архієрейського дому, де була резиденція архієпископа Феодосія.